# Agua de Florida

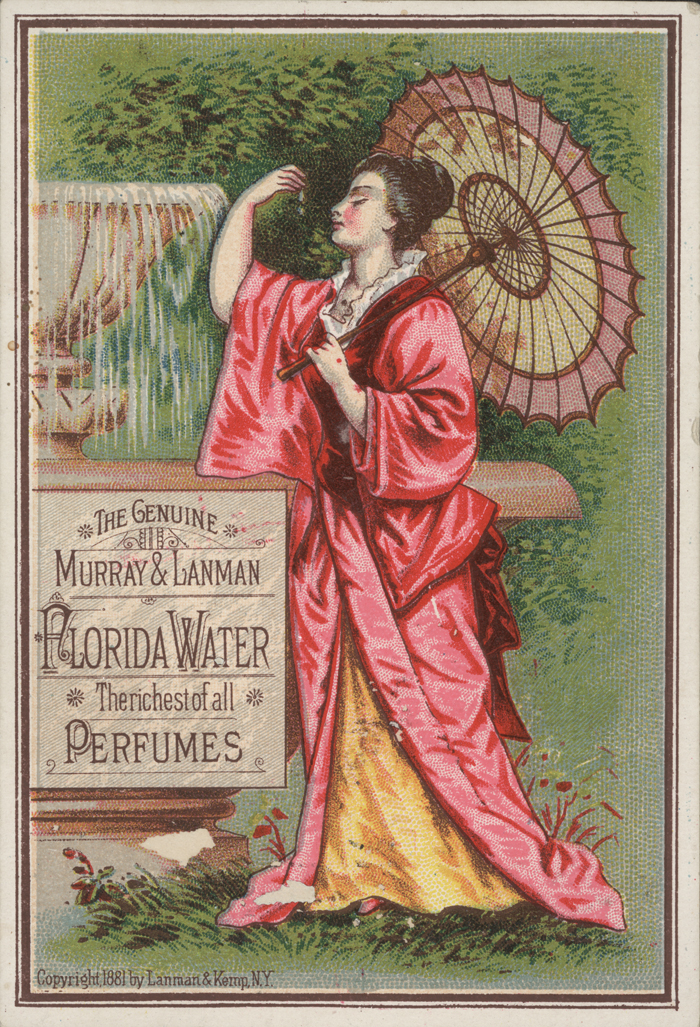
Litografía publicitaria de 1881 promoviendo el Agua de Florida.

El Agua de Florida o agua Florida es un agua perfumada de fabricación industrial. Es una versión americana del Agua de Colonia, o Eau de Cologne. Tiene la misma base cítrica como el Agua de Colonia, pero cambia el énfasis a naranja dulce (más que el limón y del aceite de flores de naranjo del original Agua de Colonia), y se añaden notas picantes que incluyen a la lavanda y al clavo de olor. El nombre hace alusión a la Fuente de Juventud que supuestamente se localizaba en Florida, así como a la base floral de la fragancia.

## Historia
Según los poseedores actuales de la marca registrada actual, Lanman & Kemp Barclay, el Agua de Florida fue introducida en la ciudad de Nueva York por el perfumista (y fundador de la compañía original) Robert I. Murray, en 1808.
En 1835 Murray se unió con David Trumbull Lanman y la empresa se convirtió en Murray & Lanman, luego David T. Lanman y Co., y en 1861 devino en Lanman & Kemp. La compañía declara que su producto, ahora vendido bajo la marca Murray & Lanman, aún utiliza la fórmula original de 1808, y que la etiqueta actual es también una versión ligeramente modificada de la de 1808.

## Importancia económica y cultural

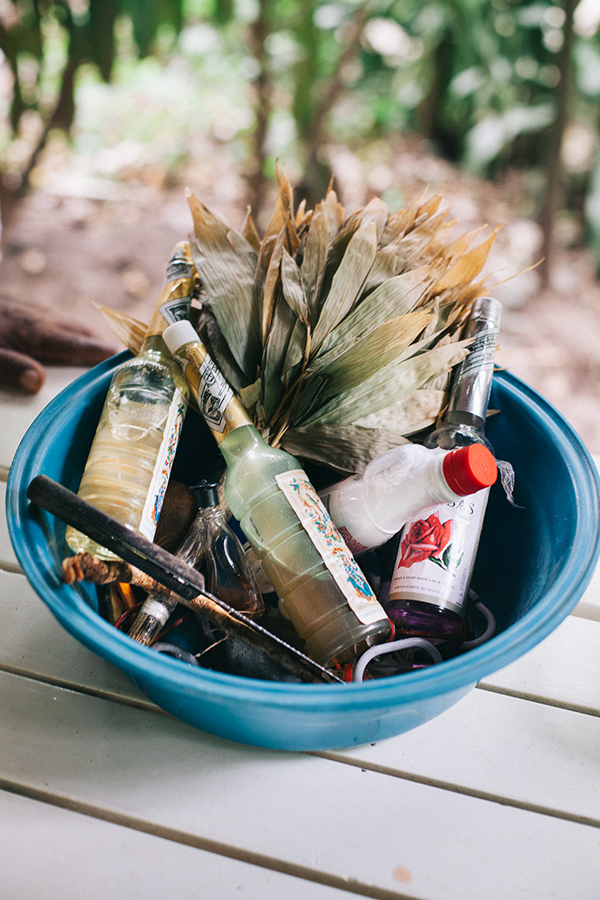
Botellas de agua Florida, una chakapa y otros elementos utilizados en la medicina tradicional en Perú

### Uso en la medicina tradicional
En el curanderismo norteño en Perú se utiliza el Agua de Florida con fines rituales para hacer 'limpiezas energéticas', 'florecimientos', ofrendas al cactus san pedro (Trichocereus pachanoii) y a las huacas, y para macerar tabaco para la singada. De acuerdo al antropólogo Mario Polia, los curanderos de la sierra de Piura distinguen los perfumes naturales de los artificiales o fabricados industrialmente prefiriendo el uso de los perfumes naturales sobre los industriales, salvo en las operaciones propiciatorias de 'florecimiento'.
En los rituales de ayahuasca en Bolivia y Perú también se utiliza ritualmente el Agua de Florida: el curandero o curandera sorbe un poco del líquido y luego lo sopla sobre la parte superior de la cabeza y en las palmas de las manos.
En la medicina popular en Honduras, se utiliza el Agua de Florida como frotación sobre el cuerpo en caso de una crisis convulsiva. También en Centroamérica, el Agua de Florida forma parte de los objetos utilizados por los curanderos tradicionales mayas en San Andrés, en el departamento de Petén en Guatemala.